# Isztambuli menyasszony (televíziós sorozat)
Az Isztambuli menyasszony (eredeti címe: Istanbullu Gelin) egy török drámasorozat, amelynek a főszereplője Özcan Deniz és Aslı Enver. Törökországban a sorozatot 2017. március 3-tól 2019. május 31-ig sugározta a Star TV, Magyarországon 2020. december 7-től 2022. február 18-ig sugározta a Duna Televízió. A sorozat igaz történetet mutat be.

## Történet
Süreyya számára ez a nap is ugyanúgy indul, mint az összes többi. Késésben van és rohan, de egy kávéra azért megáll, ez pedig megváltoztatja az életét. Amikor kiderül, hogy a mögötte álló férfinél nincs pénztárca, a lány kisegíti. Faruk, a Boran vállalat vezetője ismét elégedetten kezdi a napot, hiszen az előző este kellemesen telt - ki tudja kivel. Viszont a cége virágzik, és úgy tűnik a helyzete egyre jobb lesz. Amikor egy több millió dolláros üzletet köt, a partner ünneplést javasol, ahonnan nem húzhatja ki magát. Pedig az anyja, a keménykezű Esma asszony még az öccsét, a szerény és félszeg Osmant is elküldi az irodába, hogy hozza haza a legidősebb testvért. Osman így kénytelen a bátyjával tartani, a bár azonban túl sok neki. Az asztmás rohammal küzdő férfinak Süreyya segít, mielőtt színpadra lép. Osmant pedig elvarázsolja a lány. Ahogyan Farukot is, aki meglepetten látja viszont reggeli kisegítőjét a mikrofon mögött. Az este ennek ellenére csúnyán ér véget.

## Szereplők
| Szereplő neve       | Színész(nő)         | Magyar hangja                                      |
| ------------------- | ------------------- | -------------------------------------------------- |
| Faruk Boran         | Özcan Deniz         | Mihályi Győző (1. hang) Gergely Róbert (2. hang)   |
| Süreyya Deniz Boran | Aslı Enver          | Bánfalvi Eszter                                    |
| Esma Boran          | İpek Bilgin         | Borbás Gabi (1. hang) Kútvölgyi Erzsébet (2. hang) |
| Fikret Boran        | Salih Bademci       | Szatmári Attila                                    |
| Adem Sezgin Boran   | Fırat Tanış         | Végh Péter                                         |
| Begüm Bakir         | Özge Borak          | Zsigmond Tamara                                    |
| Emir Boran          | Artun Kasapoğlu     | Maszlag Bálint                                     |
| İpek Dokuyucu Boran | Dilara Aksüyek      | Sánta Annamária                                    |
| Osman Boran         | Güven Murat Akpınar | Fesztbaum Béla                                     |
| Murat Boran         | Berkay Hardal       | Pálmai Szabolcs                                    |
| Can                 | Murat Aygen         | Zöld Csaba                                         |
| Garip Selimer       | Tamer Levent        | Dunai Tamás                                        |
| Dilara Sezgin Boran | Neslihan Arslan     | Huszárik Kata                                      |
| Senem               | Neslihan Yeldan     | Szitás Barbara                                     |
| Nurgül              | Pelinsu Pir         | Réti Szilvia                                       |
| Gülistan            | Eren Balkan         | Udvarias Anna                                      |
| Mustafa             | Ahmet Sabri Özmener | Háda János                                         |
| Nazif               | Muharrem Türkseven  | Rába Roland                                        |
| Asiye               | Nilay Erdönmez      | Pap Katalin                                        |
| Bade Boran          | Hira Koyuncuoğlu    | Gulás Fanni                                        |
| Akif                | Fatih Koyunoğlu     | Karácsonyi Zoltán                                  |
| Kıymet Dokuyucu     | Nergis Çorakçı      | Kocsis Judit                                       |
| Şahap Dokuyucu      | Hakan Altıner       | Kertész Péter                                      |
| Reyhan Sezgin       | Semra Dinçer        | Pálos Zsuzsa                                       |
| Burcu Selimer       | Ebru Şahin          | Szabó Zselyke                                      |

## Évados áttekintés
| Évad | Évad | Török epizódok száma | Magyar epizódok száma | Eredeti sugárzás     | Eredeti sugárzás | Eredeti sugárzás    | Magyar sugárzás     | Magyar sugárzás   | Magyar sugárzás |
| Évad | Évad | Török epizódok száma | Magyar epizódok száma | Évadpremier          | Évadfinálé       | Eredeti adó         | Évadpremier         | Évadfinálé        | Magyar adó      |
| ---- | ---- | -------------------- | --------------------- | -------------------- | ---------------- | ------------------- | ------------------- | ----------------- | --------------- |
|      | 1.   | 16                   | 51                    | 2017. március 3.     | 2017. június 16. |                     | 2020. december 7.   | 2021. február 19. |                 |
|      | 2.   | 37                   | 129                   | 2017. szeptember 22. | 2018. június 8.  | 2021. február 22.   | 2021. augusztus 31. |                   |                 |
|      | 3.   | 34                   | 121                   | 2018. szeptember 21. | 2019. május 31.  | 2021. szeptember 1. | 2022. február 18.   |                   |                 |